# Butte (Montana)
Butte is een stad in de Amerikaanse staat Montana. De stad is gelegen in Silver Bow County en vormt de hoofdstad van die county. In 2000 telde Butte 33.892 inwoners. Tijdens zijn hoogtijdagen, tussen het eind van de 19e eeuw en 1920, was Butte een van de voornaamste kopervindplaatsen. De stad kende honderden bars en saloons en een beroemde rosse buurt.

## Geschiedenis
Sinds de stichting van de stad in de jaren-1860 is Butte een mijnbouwstad geweest. Eerst werd er vooral goud en zilver gedolven maar met de opkomst van elektriciteit nam de vraag naar koper sterk toe. Dit werd vooral in de Anaconda-mijn van Hearst, Haggin, Tevis and Co. gedolven. Door de rijke aanwezigheid van dit metaal werd de stad al snel een van de meest welvarende steden in het land en tijdens de Eerste Wereldoorlog werd Butte vaak "de rijkste heuvel op aarde" genoemd. Met een geschatte populatie van 115.000 zielen in 1910 was het de grootste stad in de wijde omgeving. Naar schatting een derde van de totale Amerikaanse koperproductie kwam in die periode voor rekening van Butte. De stad trok ook veel immigranten aan, vooral uit Ierland en China. De laatsten openden in Butte het allereerste Chinees restaurant in de Verenigde Staten.
Gedurende de 20e eeuw stapten de mijnbouwmaatschappijen over op dagbouw. De Berkeley Pit werd in 1955 aangelegd, een grote open afgraving die later voor grote milieuproblemen zou zorgen. De aanleg ging ten koste van vele duizenden huizen. In 1982 werden de mijnbouwactiviteiten op deze locatie gestaakt. Om de locatie te saneren werd deze opgenomen in het zogenaamde Superfund-programma dat de federale overheid ontwikkelde. De Berkely Pit is nog steeds een problematische locatie maar trekt tegelijkertijd ook regelmatig toeristen. In Butte zijn veel overblijfsels van voormalige mijnen nog zichtbaar en nog steeds vormt mijnbouw een belangrijke bron van inkomsten.
Butte heeft sinds 1987 een kunstijsbaan met de naam High Mountain Altitude Rink waar verschillende wereldbekerwedstrijden zijn verreden.
Butte onderhoudt een stedenband met Altensteig in Duitsland.

## Geboren
- Evel Knievel (1938-2007), stuntman
- Barbara Ehrenreich (1941-2022), journalist, columnist en publicist
- Dave Silk (1965), schaatser
- Levi Leipheimer (1973), wielrenner
- Bryon Wilson (1988), freestyleskiër
- Bradley Wilson (1992), freestyleskiër